# Diócesis de Alto Valle del Río Negro
La diócesis de Alto Valle del Río Negro (en latín: Dioecesis Rivi Nigri Vallensis Superioris) es una circunscripción eclesiástica de la Iglesia católica en Argentina. Se trata de una diócesis latina, sufragánea de la arquidiócesis de Bahía Blanca. Desde el 28 de mayo de 2025 la diócesis se encuentra en Sede vacante.

## Territorio y organización

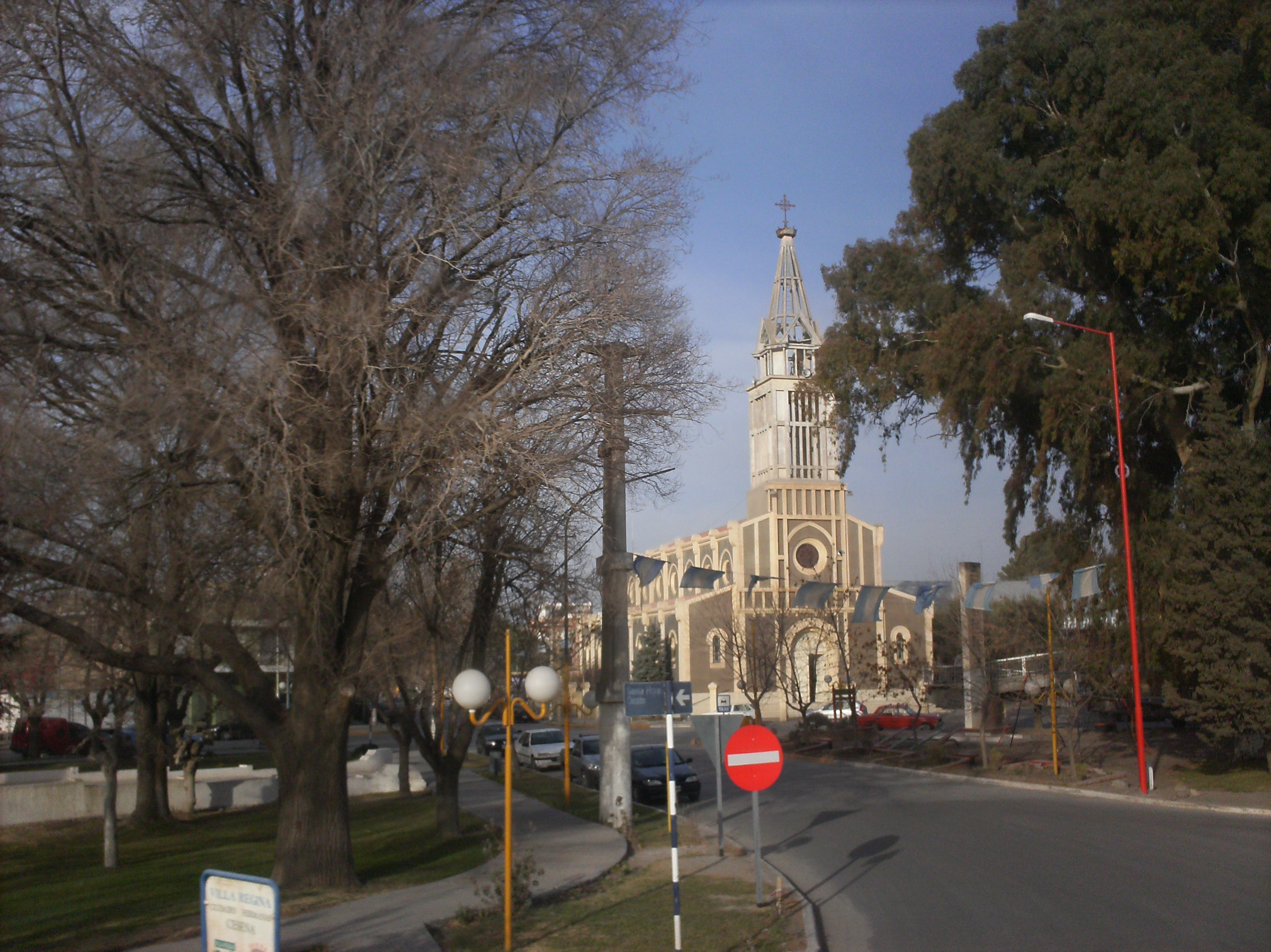
Iglesia de Villa Regina

La diócesis tiene 37 130 km² y extiende su jurisdicción sobre los fieles católicos de rito latino residentes en la provincia de Río Negro en los departamentos de General Roca y El Cuy.
La sede de la diócesis se encuentra en la ciudad de General Roca, en donde se halla la Catedral de Nuestra Señora del Carmen.
En 2020 en la diócesis existían 19 parroquias:
- Cristo Obrero, en Catriel[2]
- Cristo Resucitado, en General Roca[3]
- Catedral de Nuestra Señora del Carmen, en General Roca
- Ceferino Namuncurá, en General Roca
- Nuestra Señora de Fátima, en General Roca
- María Auxiliadora y San Miguel Arcángel, en General Roca[4]
- San Juan Bosco en Cipolletti
- La Sagrada Familia, en Cipolletti
- San Pablo, en Cipolletti
- Nuestra Señora de Luján, en Cipolletti
- Nuestra Señora del Carmen, en Cipolletti[5]
- San Juan Bosco, en Cinco Saltos
- Santa María Goretti, en General Fernández Oro
- Nuestra Señora del Rosario, en Villa Regina[6]
- Nuestra Señora de Fátima, en Chichinales[7]
- Santa Catalina, en Allen[8]
- San Francisco Javier, en Ingeniero Luis A. Huergo
- Santuario María Auxiliadora, en Padre Stefenelli
- Nuestra Señora de Lourdes, en Villa Manzano

## Historia
La diócesis de Alto Valle del Río Negro fue erigida el 22 de julio de 1993 con la bula Pro Facilius del papa Juan Pablo II. Su primer obispo fue José Pedro Pozzi.

Hinc, ex Nostrae Apostolicae potestatis et auctoritatis plenitudine a dioecesi Viedmensi integrum distrahimus territorium civilium regionum, vulgo « departamentos » appellatarum, General Roca et El Cuy, ex eoque novam dioecesim Rivi Nigri Vallensis Superioris denominandam condimus, iisdem circumscriptam finibus, quibus memorati districtus, simul sumpti, lege civili in praesens terminantur. Novae dioecesis sedem episcopalem in urbem « General Roca » dicta statuimus, cuius templum paroeciale Deo in honorem Beatae Mariae Virginis de Monte Carmelo dicatum ad gradum et dignitatem Ecclesiae cathedralis evehimus, per omnia ceteris cathedralibus Ecclesiis exaequatam. Item eius Episcopum ceteris Praesulibus Ordinariis omnino parem facimus. Novam dioecesim suffraganeam constituimus Ecclesiae Metropolitanae Sinus Albi et eius Episcopum metropolitico iuri Archiepiscopi Sinus Albi subicimus.
Parte de la bula Pro Facilius

El 10 de octubre de 1994, con la carta apostólica Sanctam Familiam, el papa Juan Pablo II confirmó a la Sagrada Familia de Nazaret como patrona de la diócesis.

## Estadísticas
Según el Anuario Pontificio 2021 la diócesis tenía a fines de 2020 un total de 264 177 fieles bautizados.
| Año                                                                             | Población            | Población | Población      | Sacerdotes | Sacerdotes    | Sacerdotes    | Bautizados por sacerdote | Diáconos permanentes | Religiosos | Religiosos | Parroquias |
| Año                                                                             | Bautizados católicos | Total     | % de católicos | Total      | Clero secular | Clero regular | Bautizados por sacerdote | Diáconos permanentes | Varones    | Mujeres    | Parroquias |
| ------------------------------------------------------------------------------- | -------------------- | --------- | -------------- | ---------- | ------------- | ------------- | ------------------------ | -------------------- | ---------- | ---------- | ---------- |
| 1999                                                                            | 255 100              | 300 121   | 85.0           | 27         | 12            | 15            | 9448                     | 1                    | 22         | 42         | 18         |
| 2000                                                                            | 259 705              | 319 705   | 81.2           | 28         | 12            | 16            | 9275                     | 1                    | 23         | 40         | 18         |
| 2001                                                                            | 262 211              | 332 601   | 78.8           | 24         | 12            | 12            | 10 925                   | 1                    | 19         | 38         | 18         |
| 2002                                                                            | 265 470              | 344 485   | 77.1           | 23         | 10            | 13            | 11 542                   | 1                    | 20         | 33         | 18         |
| 2003                                                                            | 294 261              | 346 190   | 85.0           | 28         | 14            | 14            | 10 509                   | 1                    | 20         | 30         | 18         |
| 2004                                                                            | 295 545              | 347 700   | 85.0           | 25         | 12            | 13            | 11 821                   | 1                    | 17         | 28         | 18         |
| 2006                                                                            | 250 000              | 293 000   | 85.3           | 28         | 16            | 12            | 8928                     | 1                    | 17         | 23         | 18         |
| 2012                                                                            | 276 629              | 325 447   | 85.0           | 27         | 18            | 9             | 10 245                   | 1                    | 12         | 18         | 18         |
| 2015                                                                            | 293 000              | 345 000   | 84.9           | 25         | 15            | 10            | 11 720                   | 6                    | 13         | 12         | 18         |
| 2018                                                                            | 374 400              | 468 000   | 80.0           | 29         | 19            | 10            | 12 910                   | 5                    | 12         | 10         | 18         |
| 2020                                                                            | 264 177              | 377 397   | 70.0           | 28         | 19            | 9             | 9434                     | 8                    | 10         | 9          | 19         |
| Fuente: Catholic-Hierarchy, que a su vez toma los datos del Anuario Pontificio. |                      |           |                |            |               |               |                          |                      |            |            |            |

## Episcopologio
- José Pedro Pozzi, S.D.B. † (22 de julio de 1993-19 de marzo de 2003 retirado)
- Néstor Hugo Navarro (19 de marzo de 2003-10 de febrero de 2010 retirado)
- Marcelo Alejandro Cuenca Revuelta (10 de febrero de 2010-20 de marzo de 2021 renunció)
- Alejandro Pablo Benna, (9 de julio de 2021[nota 1] - 28 de mayo de 2025 nombrado obispo de Morón.